# Władysław Strzelecki (poeta)
Władysław Strzelecki (ur. 4 listopada 1915 w Borzymowie, zm. 9 sierpnia 2000) – polski poeta, prozaik, tłumacz poezji radzieckiej i nowo-greckiej.
Ukończył pedagogikę na Uniwersytecie Łódzkim. Debiutował jako poeta w 1933 roku na łamach prasy chłopskiej. Swoją pierwszą powieść Bracia ogłosił w 1938 roku. W latach 1942–1945 przebywał na robotach przymusowych w III Rzeszy. W latach 1948–1949 był sekretarzem Zarządu Wojewódzkiego Stronnictwa Ludowego. W latach 1949–1983 był sekretarzem Zarządu Wojewódzkiego Towarzystwa Przyjaźni Polsko-Radzieckiej, najpierw w Łodzi, a od 1975 roku w Skierniewicach.

## Twórczość wybrana

### Poezja
- Śpiew o trudzie
- Nad żizniju. Kniga strichow
- Dzień się zaczął
- Najwyższy czas
- Jestem
- Z rodzinnych pejzaży

### Proza
- Bracia
- Miłości moje... (wspomnienia)